# Modelltranszformációs nyelv
A rendszer- és szoftverfejlesztésben a modelltranszformációs nyelv egy kifejezetten modelltranszformációra szánt nyelv.

## Áttekintés
A modelltranszformáció fogalma a modellvezérelt fejlesztés központi eleme. A modelltranszformáció, amely lényegében egy olyan program, amely a modellekkel operál, megírható egy általános célú programozási nyelven, például Java nyelven. A speciális célú modelltranszformációs nyelvek azonban olyan előnyöket kínálhatnak, mint például a szintaxis, amely megkönnyíti a modellelemekre való hivatkozást. Kétirányú modelltranszformációk írásához, amelyek két vagy több modell közötti konzisztenciát tartanak fenn, különösen fontos egy speciális kétirányú modelltranszformációs nyelv, mert segíthet elkerülni a duplikációt, amely az átalakítás minden irányának külön-külön történő megírása esetén keletkezne.
Jelenleg a legtöbb modelltranszformációs nyelvet a tudományos életben fejlesztik. Az OMG egy modelltranszformációs nyelvcsaládot QVT néven, de a terület még mindig kiforratlan.
Folyamatos viták folynak a speciális modelltranszformációs nyelvek előnyeiről az általános célú programozási nyelvek (GPL), például a Java használatához képest. Míg a GPL-ek előnyei a szélesebb körben elérhető gyakorlati tudás és az eszköztámogatás tekintetében vannak, a speciális transzformációs nyelvek több deklaratív lehetőséget és erősebb speciális funkciókat biztosítanak a modelltranszformációk támogatására.

## Elérhető transzformációs nyelvek
- ATL : az INRIA által kifejlesztett transzformációs nyelv
- Babzsák (lásd  ) : egy műveletalapú nyelv az adatok fokozatos konzisztenciájának megteremtéséhez
- GReAT : egy transzformációs nyelv, amely a GME- ben elérhető
- Epszilon család: egy modellkezelő platform, amely transzformációs nyelveket biztosít modell-modell, modell-szöveg, helyben frissítés, migráció és modellegyesítés transzformációkhoz.
- F-Alloy: egy DSL, amely az Alloy szintaxisának egy részét újra felhasználja, és lehetővé teszi a hatékonyan kiszámítható modelltranszformációk tömör specifikációját.
- Henshin: egy EMF modelltranszformációs nyelv, gráftranszformációs koncepciókon alapul, állapottér-felderítési lehetőségeket biztosítva
- JTL : egy kétirányú modelltranszformációs nyelv, amelyet kifejezetten a nem bijektív transzformációk és a változásterjedés támogatására terveztek.
- Kermeta : általános célú modellezési és programozási nyelv, amely transzformációk végrehajtására is képes
- Lx család: alacsony szintű transzformációs nyelvek halmaza
- Az M2M az OMG QVT szabvány Eclipse implementációja.
- Mia-TL : a Mia-Software által fejlesztett transzformációs nyelv
- MOF modell szöveggé alakító nyelv : az OMG szabványt határozott meg az M2T transzformációk kifejezésére
- MOLA: egy Lx-re épülő grafikus, magas szintű transzformációs nyelv.
- MT : egy transzformációs nyelv, amelyet a londoni King's College-ban (Egyesült Királyság) fejlesztettek ki (a Converge PL alapján)
- QVT Az OMG meghatározott egy szabványt az M2M transzformációk kifejezésére, amelyet MOF/QVT-nek vagy röviden QVT-nek neveznek.
- SiTra egy pragmatikus transzformációs megközelítés, amely egy standard programozási nyelv, pl. Java, C# használatán alapul
- Stratego/XT : egy programozható stratégiákkal történő átíráson alapuló transzformációs nyelv
- Tefkat : egy transzformációs nyelv és egy modelltranszformációs motor
- Tom : egy átírási kalkuluson alapuló nyelv, mintaillesztési és stratégiákkal
- UML-RSDS: modelltranszformáció és MDD megközelítés UML és OCL használatával
- VIATRA : egy keretrendszer transzformáció-alapú verifikációs és validációs környezethez
- YAMTL: Egy belső DSL a JVM nyelveken (Java, Groovy, Xtend, Kotlin) belüli modelltranszformációhoz, amely olyan kulcsfontosságú jellemzőkkel bír, mint a futásidejű teljesítmény, a transzformációs logika újrafelhasználása, az inkrementális végrehajtás és az IDE-ktől való függetlenség.

## Fordítás
Ez a szócikk részben vagy egészben  a   Model transformation language című angol Wikipédia-szócikk ezen változatának fordításán alapul.  Az eredeti cikk szerkesztőit annak laptörténete sorolja fel. Ez a jelzés csupán a megfogalmazás eredetét és a szerzői jogokat jelzi, nem szolgál a cikkben szereplő információk forrásmegjelöléseként.

## További olvasmányok
- Az MDA folyóirat: Modellvezérelt építészet egyenesen a mesterektől
- Modellvezérelt architektúra: Az MDA alkalmazása a vállalati számítástechnikában, David S. Frankel, John Wiley & Sons,ISBN 0-471-31920-1
- OMG MDA útmutató MDA útmutató 1.0.1 verzió
- Modellvezérelt architektúra: Vízió, szabványok és új technológiák az omg.org oldalon
- Bevezetés a modellvezérelt architektúrába ibm oldalon
- Az objektumkompozíciótól a modelltranszformációig az MDA segítségével az omg.org oldalon
- Mens, T. és Van Gorp, P.: A modelltranszformációk taxonómiája, Electronic Notes in Theoretical Computer Science, 152. kötet, 2006. március 27., 125–142. oldal
- Czarnecki, K. és Helsen, S. Modelltranszformációs megközelítések osztályozása. In: Az OOPSLA'03 Workshop anyagai a generatív technikákról a modellvezérelt építészet kontextusában, Anaheim, Kalifornia, USA. Webközvetítés.
- Gronmo, R. és Oldevik, J. Az UML Modelltranszformációs Eszköz (UMT) empirikus vizsgálata.